# フリードリヒスハイン＝クロイツベルク区
フリードリヒスハイン＝クロイツベルク区 (フリードリヒスハイン＝クロイツベルクく、ドイツ語: Bezirk Friedrichshain-Kreuzberg) はドイツの首都ベルリンの区であり、区コードは02である。人口はおよそ29万人である。2001年の区域改革により、旧東ベルリンのフリードリヒスハイン区と旧西ベルリンのクロイツベルク区が合併して成立した。
オルタナティブ、クリエイティブな地区として知られ、様々な左翼政党、とりわけ緑の党の牙城である。本区はベルリンで平均年齢が最も若い区であり、また人口密度も1平方キロメートル当たり約1万4,000人と、ベルリン全12区中で他に大きく差をつけ最高である。
流行の最先端地域に数えられ、そのためにジェントリフィケーションに見舞われている。

## 地区
クロイツベルク地区とフリードリヒスハイン地区はシュプレー川によって隔てられている。この古くからの2地区を結んでいるのがオーバーバウム橋である。そのためこの新設行政区のシンボルとなり、区の紋章にも描かれている。
| 地区番号 地区・区域                                                                                      | 面積      | 人口 （2020年12月31日現在） | 人口密度     | 区内地図（地区の位置） |
| --- | --------- | --------------------------- | ------------ | ---------------------- |
| 0201 フリードリヒスハイン - シュトラーラウ - オーバーバウム・シティ - ボックスハーゲン＝ルンメルスブルク | 9.78 km²  | 136,652人                   | 13,973人/km² |                        |
| 0202 クロイツベルク - ベルリン SO 36（クロイツベルク東部） - クロイツベルク 61（クロイツベルク西部）     | 10.40 km² | 153,135人                   | 14,725人/km² |                        |

歴史的な街区名、ルイーゼンシュタット、テンペルホーファー・フォアシュタットなどは、今も土地台帳に生き続けている。
クロイツベルク地区のアレクサンドリーネ通り (Alexandrinenstraße) 12番地には、ベルリンの地図上の中心点がある（北緯52.5014度、東経13.4028度）。

## 人口

2010年のフリードリヒスハイン＝クロイツベルク区の人口ピラミッド

| 1999年から2012年11月のフリードリヒスハイン＝クロイツベルク区の人口動態（2011年国勢調査以前） | 1999年から2012年11月のフリードリヒスハイン＝クロイツベルク区の人口動態（2011年国勢調査以前） | 1999年から2012年11月のフリードリヒスハイン＝クロイツベルク区の人口動態（2011年国勢調査以前） | 1999年から2012年11月のフリードリヒスハイン＝クロイツベルク区の人口動態（2011年国勢調査以前） | 1999年から2012年11月のフリードリヒスハイン＝クロイツベルク区の人口動態（2011年国勢調査以前） |
| -------------------------------------------------------------------------------------------- | -------------------------------------------------------------------------------------------- | -------------------------------------------------------------------------------------------- | -------------------------------------------------------------------------------------------- | -------------------------------------------------------------------------------------------- |
| 年                                                                                           |                                                                                              |                                                                                              |                                                                                              | 人口                                                                                         |
| 1999                                                                                         | 1999                                                                                         |                                                                                              | 248,600                                                                                      | 248,600                                                                                      |
| 2000                                                                                         | 2000                                                                                         |                                                                                              | 250,194                                                                                      | 250,194                                                                                      |
| 2001                                                                                         | 2001                                                                                         |                                                                                              | 251,769                                                                                      | 251,769                                                                                      |
| 2002                                                                                         | 2002                                                                                         |                                                                                              | 254,128                                                                                      | 254,128                                                                                      |
| 2003                                                                                         | 2003                                                                                         |                                                                                              | 255,958                                                                                      | 255,958                                                                                      |
| 2004                                                                                         | 2004                                                                                         |                                                                                              | 258,494                                                                                      | 258,494                                                                                      |
| 2005                                                                                         | 2005                                                                                         |                                                                                              | 261,811                                                                                      | 261,811                                                                                      |
| 2006                                                                                         | 2006                                                                                         |                                                                                              | 265,857                                                                                      | 265,857                                                                                      |
| 2007                                                                                         | 2007                                                                                         |                                                                                              | 267,919                                                                                      | 267,919                                                                                      |
| 2008                                                                                         | 2008                                                                                         |                                                                                              | 270,572                                                                                      | 270,572                                                                                      |
| 2009                                                                                         | 2009                                                                                         |                                                                                              | 268,839                                                                                      | 268,839                                                                                      |
| 2010                                                                                         | 2010                                                                                         |                                                                                              | 268,688                                                                                      | 268,688                                                                                      |
| 2011                                                                                         | 2011                                                                                         |                                                                                              | 274,386                                                                                      | 274,386                                                                                      |
| 2012                                                                                         | 2012                                                                                         |                                                                                              | 278,579                                                                                      | 278,579                                                                                      |

当区の人口は2020年12月31日時点で290,386人であった。面積は20.2 km²であるため、人口密度は14,404人/km²であった。人口構成の面で、クロイツベルク地区とフリードリヒスハイン地区には差異がある。2002年時点の外国人の割合は、ベルリン州統計局によるとクロイツベルク地区では32.8％であり、フリードリヒスハイン地区では8.7％であった。2012年12月31日時点では区全体で22.4％となっている。両地区の人口構成を年齢別で見ると、際立った差異がある。クロイツベルク地区の方が35歳から65歳までの割合が高く、また青少年層が少ない。本区全体では主に若年の成年が居住している。平均年齢は2012年12月31日時点で37.3歳であり、ベルリン全区で最も低く、最も人口の若い区である（シュテーグリッツ＝ツェーレンドルフ区は46.1歳） 。失業率は2013年4月30日時点で13.3％である。出生率は2007年の時点で1.17人とベルリン全体の平均1.275人を下回り、また全ドイツの平均以下である。

## 観光名所

### 博物館
- ベルリン・ユダヤ博物館
- テロのトポグラフィー (de, en) - 「恐怖の地形」。旧国家保安本部のうち、旧ゲシュタポ本部を中心にした界隈に博物館がある。
- チェックポイント・チャーリー博物館
- ドイツ技術博物館

## 政治

### 区長
| 任期                          | 区長                     | 政党   |
| ----------------------------- | ------------------------ | ------ |
| 2001年1月1日－2002年1月31日   | ベルベル・グリュギーア   | PDS    |
| 2002年2月1日－2006年11月14日  | コルネリア・ライナウアー | PDS    |
| 2006年11月15日－2013年7月31日 | フランツ・シュルツ       | 緑の党 |
| 2013年8月1日－                | モニカ・ヘルマン         | 緑の党 |

### 区議会議員と担当分野
| 区議会議員                                                           | 政党   | 担当分野                             |
| -------------------------------------------------------------------- | ------ | ------------------------------------ |
| モニカ・ヘルマン、区長                                               | 緑の党 | 家庭、人事、多文化                   |
| クヌート・ミルドナー＝シュピンドラー (Knut Mildner-Spindler)、副区長 | 左翼党 | 労働、市民サービス、保健、社会       |
| クララ・ヘルマン                                                     | 緑の党 | 財政、環境、文化、継続教育           |
| アンディ・ヘームケ (Andy Hehmke)                                     | SPD    | 経済、治安、教育、スポーツ           |
| フローリアン・シュミット (Florian Schmidt)                           | 緑の党 | 建設、計画、ファシリティマネジメント |

## 紋章

詳細はフリードリヒスハイン＝クロイツベルク区の紋章を参照。
当区の紋章は紋章は、2003年10月7日にベルリン市政府から授与された。
紋章記述：「銀色の盾、その下部には青色の波型模様があり、銀色で4本の波型線がある。赤く鋸壁のある橋には、柱頭のある尖塔が2本あり、鋸壁、裳階、刳り方、黒い銃眼と鋭尖窓がある。橋は均等に3つの弧で分かれるが、両端の弧は半分だけが見える。
盾の上部には赤く3つの塔がついた城壁冠があり、中ほどのものにはベルリンの紋章がつく」 。 
この紋章は1991年になって制定された旧フリードリヒスハイン区の紋章を利用したものである。オーバーバウム橋は、かつての境界を跨ぐ橋であり、当新設区の統合のシンボルである。青色の波型の帯はこの橋が架かるシュプレー川を表し、これも既存の紋章から採られている。青色のティンクチャーはシュトラーラウの紋章に由来し、城壁冠はベルリン全区に共通である。

## 姉妹都市
当区は現在10都市と姉妹都市協定を結んでいる。

### 国外
- サン・ラファエル・デル・スル（ドイツ語版）（ニカラグア）1986年1月
- キリヤット・ヤム（ドイツ語版）（イスラエル）1990年
- シュチェチン（ポーランド）1996年6月
- カドゥキョイ（トルコ・イスタンブールの区）1996年8月
- オボリシテ（英語版）（ブルガリア・ソフィアの区）1999年5月

### 国内
- ヴィースバーデン（ヘッセン州）1964年4月
- ポルタ・ヴェストファーリカ（ノルトライン＝ヴェストファーレン州）1968年4月
- ベルクシュトラーセ郡（ヘッセン州）1969年7月
- インゲルハイム・アム・ライン（ラインラント＝プファルツ州）1971年10月
- リンブルク＝ヴァイルブルク郡（ヘッセン州）1980年3月

## その他

### 「野菜の戦い」(Gemüseschlacht)

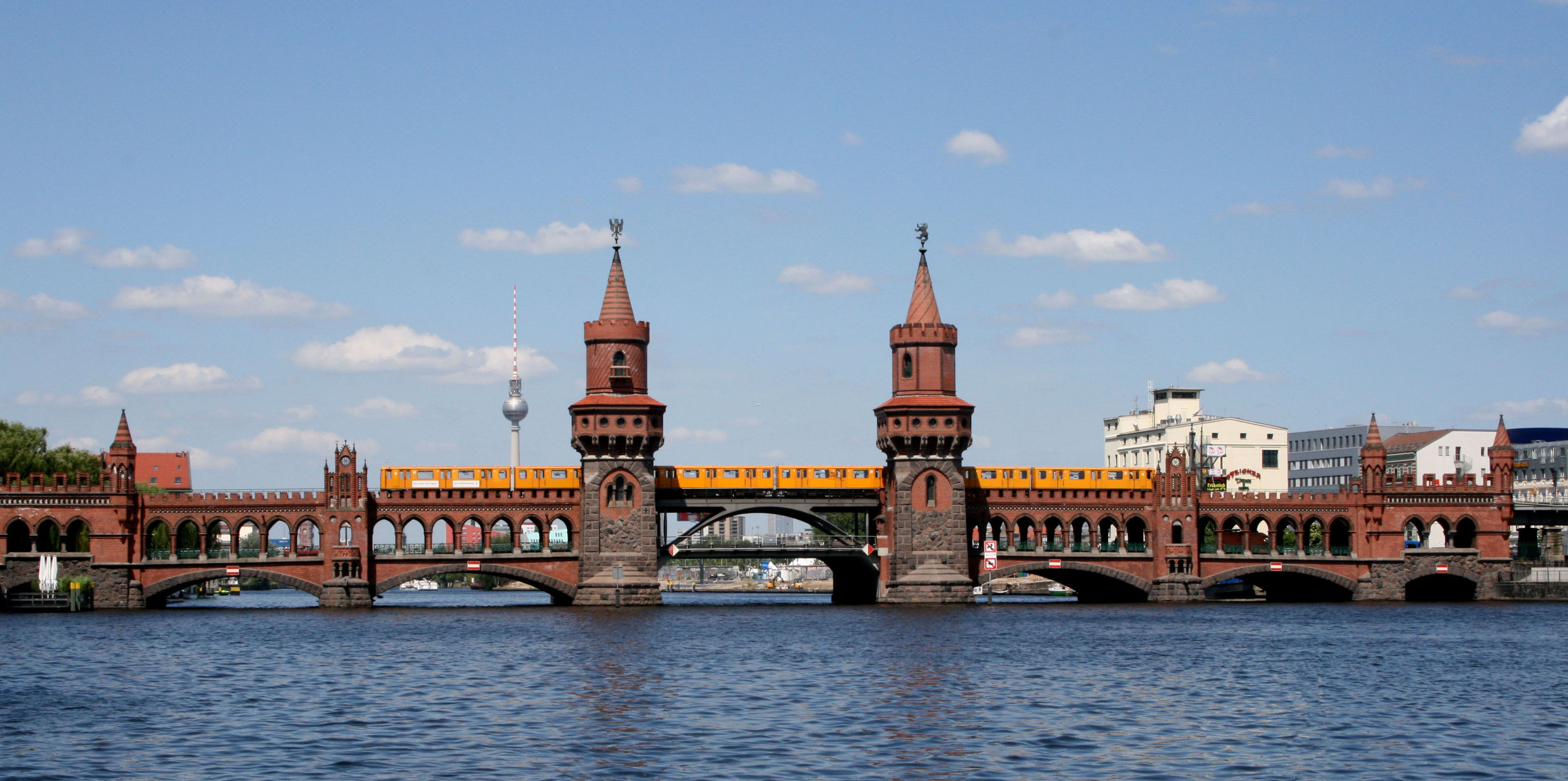
オーバーバウム橋

1998年から毎年、オーバーバウム橋で野菜の戦いがデモ活動として許可を得た上で行われる。旧クロイツベルク区民と旧フリードリヒスハイン区民にわだかまる反感を揶揄した疑似戦闘である。両陣営の武器として（腐った）野菜、手製の放水銃や水鉄砲、柔らかい素材でできた棍棒が用いられる。

### 「車城塞」(Wagenburg)
レヴァル通り (Revaler Straße) には、トレーラーハウスのキャンプ場 Hänger & Laster（「トレーラー＆トラック」）があり、オルタナティブなライフスタイル・モデルとなっている。

### 「多様性の場」(Ort der Vielfalt)
2008年9月23日にドイツ連邦政府から「多様性の場」という称号を授与された。

## 参考資料
1. 1 2 3  ベルリン州における2020年12月31日時点の登録人口、資料：ベルリン＝ブランデンブルク統計局（ドイツ語版） (PDF)（ヘルプ）。
2. ↑  Friedrichshain-Kreuzberg – Kreativ und angesagt. Abgerufen am 13. Juni 2013.
3. 1 2  Statistischer Bericht – Einwohnerinnen und Einwohner im Land Berlin am 31. Dezember 2012 (PDF; 3,1 MB). Amt für Statistik Berlin-Brandenburg. Abgerufen am 18. Juni 2013.
4. ↑  Arbeitslosigkeits-Atlas – Arbeitslosigkeit in Berlin – Zahlen und Quoten in der Stadt und in den Bezirken Archived 2011年7月11日, at the Wayback Machine.. In : Berliner Morgenpost. Abgerufen am 18. Juni 2013.
5. ↑  Hoheitszeichen von Berlin – Bezirkswappen
6. ↑  Linke mögen keine Rollheimer mehr. In: Berliner Zeitung, 21. Februar 2009